# To Autumn

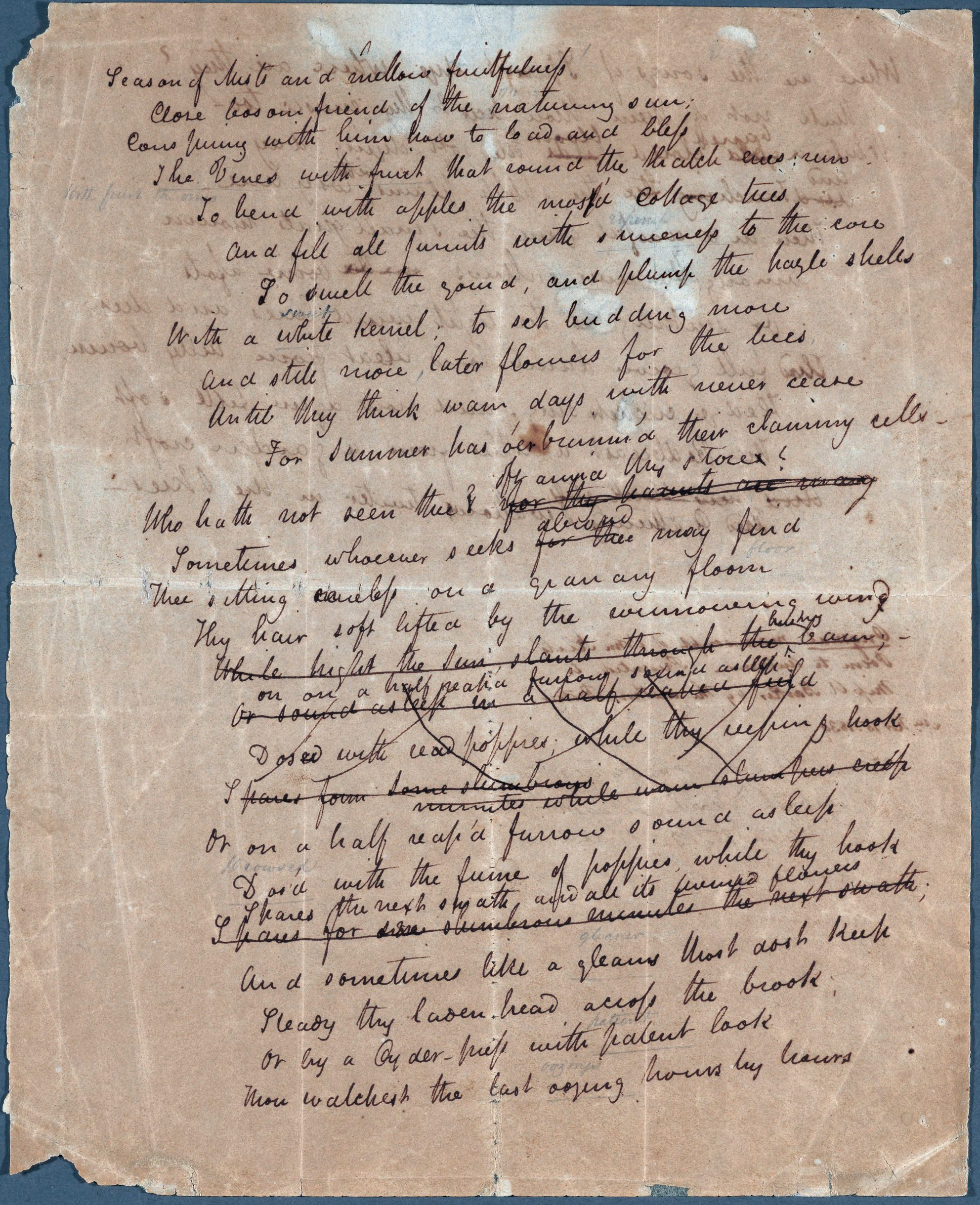
Manuscript van To Autumn, pagina 1

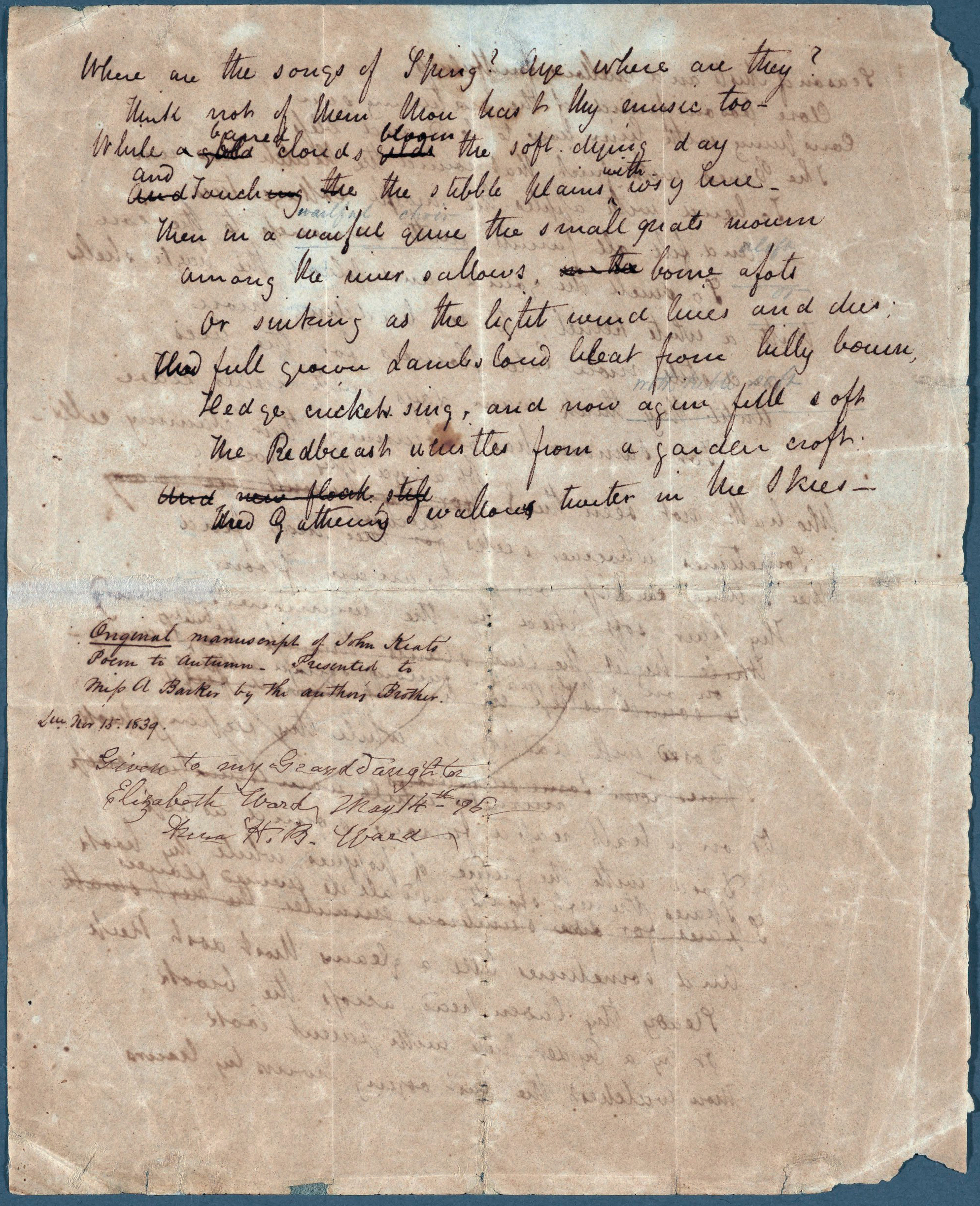
Manuscript van To Autumn, pagina 2

To Autumn is een gedicht van de Engelse romantische dichter John Keats.
Het gedicht, dat geschreven werd in 1819 en voor het eerst gepubliceerd in 1820, is een ode. Het bestaat uit drie coupletten van elk elf regels. Keats, die overleed in 1821, schreef dit gedicht in een zeer productieve periode aan het eind van zijn leven, waarin ook Ode to a Nightingale, Ode on Melancholy en The Fall of Hyperion: A Dream ontstonden.
Het werk is een ode aan de herfst, waarin in het eerste deel beschreven wordt hoe het seizoen met zijn milde klimaat bijdraagt aan het rijp worden van een overvloedige oogst. 

Het tweede deel bevat personificatie, waarin personen worden beschreven die op ontspannen, geduldige en zelfs genietende manier bezig zijn met het binnenhalen van de oogst. 

In het derde deel wordt gerefereerd aan de lente (Where are the songs of Spring? Ay, where are they?).
Hier wordt opnieuw de schoonheid van de herfst benadrukt, die zijn eigen muziek kent, en zijn eigen unieke kleuren. Ook in dit deel wordt de volheid en vervolmaking van de herfst besproken, maar zijn er ook duidelijke aankondigingen van de komende winter.